# Thư Ngọc Hầu

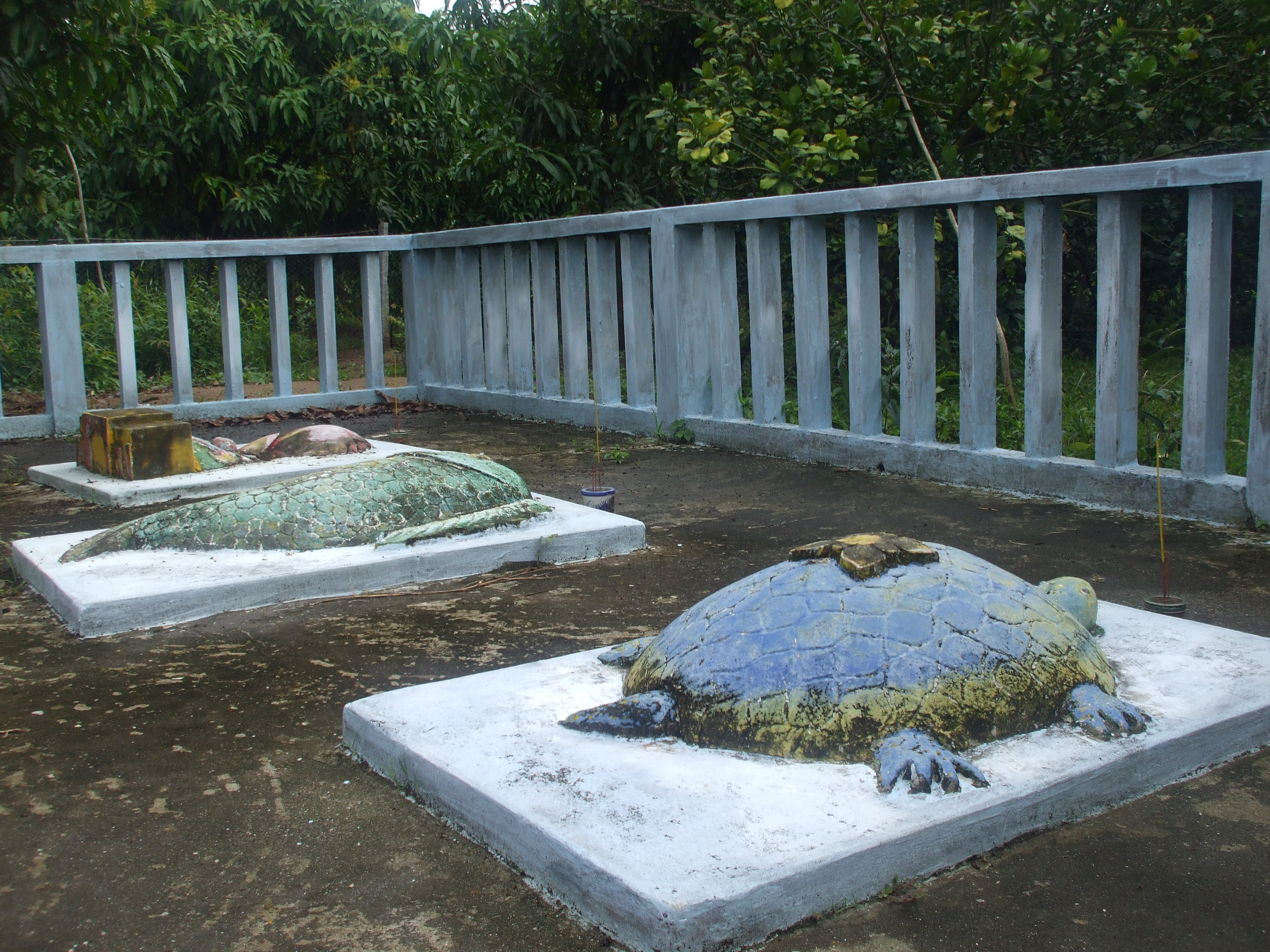
Lăng Ba Quan Thượng Đẳng (mộ tượng trưng).

Thư Ngọc Hầu (chữ Hán: 書玉侯, ? - 1801) tên thật Nguyễn Văn Thư (chữ Hán: 阮文書), là một danh tướng của chúa Nguyễn Phúc Ánh trong lịch sử Việt Nam.

## Tiểu sử
Ông sinh ra tại cù lao Giêng (nay thuộc xã Tấn Mỹ, huyện Chợ Mới, tỉnh An Giang). Thân sinh là ông Nguyễn Văn Núi và bà Lê Thị Nhạc. Gia đình ông gốc ở Bình Định, vào miền Nam năm nào không rõ. Ban đầu vào ở một nơi bên bờ sông Tiền (nay là xã Mỹ Luông, huyện Chợ Mới) để khai hoang trồng lúa và săn bắn. Sau khi người con đầu bị cọp vồ mất xác, cha mẹ ông mới dời nhà sang bờ bên kia sông tức cù lao Giêng để sinh sống.

### Đi mua bán
Vì làm lụng vất vả mà vẫn thiếu trước hụt sau, ông Thư đã cùng mẹ chèo xuồng xuống Cái Nhum, miệt Hổ Cứ (nay là xã Mỹ Xương, huyện Cao Lãnh, tỉnh Đồng Tháp), nơi có một số đông người đồng hương từ miền Trung vào định cư, để trao đổi lương thực và mua những thổ sản như cau, dừa về bán để có thêm tiền độ nhật. Mua bán được vài chuyến, ông Thư phải lòng và cưới một cô thôn nữ ở đây. Do vợ là người con duy nhất trong gia đình, nên ông Thư ở lại bên vợ cho tiện. Tuy nhiên, ông Thư vẫn thường về thăm cha mẹ và các em.
Người trong tộc họ kể ông Thư và hai em tên Nguyễn Văn Kinh, Nguyễn Văn Diện đều là người gan dạ, ưa mạo hiểm, nhưng ông Thư có phần trội hơn. Các ông thường rủ nhau đi săn thú rừng, trong đó có cả cọp. Chính vì tính can đảm này mà các ông được một ông thầy mới từ Huế vào xin cư ngụ ở nhà ông Núi, nhận dạy võ nghệ.

### Vào lính
Năm Nhâm Dần (1782), chúa Nguyễn sai người về vùng Sa Đéc chiêu mộ thêm quân. Người này có ghé qua nhà ông Núi dùng cơm tối và mời anh em ông Thư tham gia quân ngũ. Vào lính, các ông được ở chung một đơn vị, dưới quyền cai quản của tướng Tôn Thất Hội (tức Nguyễn Phúc Hội, người hoàng tộc). Và ngay trong năm ấy, anh em ông Thư được dịp thi thố tài năng ở Tham Lương .
Sau, nhờ lập nhiều công trận, lại có đức độ trung dũng nên ông Thư được phong chức Chưởng cơ. 
Năm Kỷ Dậu (1789), ba anh em ông theo tướng Tôn Thất Hội đánh chiếm Hổ Cứ, gần Tòng Sơn (nay là Mỹ An Hưng, huyện Thạnh Hưng, tỉnh Đồng Tháp).
Năm Canh Tuất (1789), ba anh em ông lại theo chủ tướng đánh thành Quy Nhơn nhưng gặp sức kháng cự mạnh mẽ nên lui về Diên Khánh (nay là một huyện của tỉnh Khánh Hòa), rồi lại phải lui lần nữa về Gia Định. Mãi đến năm Giáp Dần (1794), đoàn quân của các ông mới được lệnh giải vây thành Diên Khánh, rồi tiến đánh cửa bể Thị Nại, phá hủy được trại Tiêu Cô, Mai Hương. Năm sau, được đem quân theo Nguyễn vương đi cứu thành Diên Khánh, đánh bại được tướng Tây Sơn là Lê Trung ở Lũy Giang.
Năm Đinh Tỵ (1797), Nguyễn Phúc Ánh cùng con là Nguyễn Phúc Cảnh đem chiến thuyền ra Quy Nhơn lần thứ hai, để tướng Nguyễn Văn Thành trấn ở Diên Khánh, Tôn Thất Hội về giữ thành Gia Định. Năm Mậu Ngọ (1789) Tôn Thất Hội mất, khi ấy Nguyễn Văn Thư đã là phó tướng nên tạm lên thay và trực tiếp chỉ huy các chiến thuyền.
Tháng 3 năm Kỷ Mùi (1799), chúa Nguyễn lại dẫn quân ra đánh và lần này lấy được thành Quy Nhơn rồi cho đổi tên là thành Bình Định, để Võ Tánh cùng Ngô Tùng Châu trấn giữ.

### Tử trận
Tháng Giêng năm Canh Thân (1800), hai tướng Tây Sơn là Trần Quang Diệu và Võ Văn Dũng tiến đánh và bao vây thành Bình Định. Nhận được tin dữ, nhưng mãi đến tháng 1 năm sau, chúa Nguyễn mới có có thể cử đại binh, trong số đó có đội thủy quân của Nguyễn Văn Thư ra cứu viện. Tháng 2 năm 1801 (Tân Dậu), thừa lúc ban đêm, các tướng của Nguyễn Vương gồm Nguyễn Văn Trương, Tống Phước Lương, Võ Di Nguy, Lê Văn Duyệt và anh em ông Thư đem quân đến đánh đồn thủy của Tây Sơn ở cửa bể Thị Nại.
Cuộc giao tranh đã diễn ra rất ác liệt. Quân nhà Nguyễn bị chết rất nhiều, nhưng chiến thuyền của quân Tây sơn bị đốt gần hết, khi thừa ngọn gió nam thổi mạnh, Lê văn Duyệt cho nổi hỏa công. Trận này là trận thủy chiến lớn nhất và là trận sau cùng giữa nhà Nguyễn và nhà Tây Sơn trên biển Thị nại.
Tuy thắng trận, nhưng Võ Di Nguy, Nguyễn Văn Thư và hai em (khi ấy Nguyễn Văn Kinh là Chánh ngự quân, Nguyễn Văn Diện là Hậu ngự quân) đều thiệt mạng do trúng đạn đại bác của đối phương. Và trong cảnh hỗn loạn, thi hài của ông Thư, hai em và nhiều tướng sĩ khác, xem như đã được thủy táng tại cửa bể này.

## Truy tặng
Sau khi Nguyễn Phúc Ánh lên ngôi vua lấy niên hiệu là Gia Long vào năm Nhâm Tuất (1802), đã cho truy tặng các tướng sĩ có công dựng lại cơ nghiệp, trong số ấy có ông Nguyễn Văn Thư được ban Đặc Tiến Phụ quốc Thượng tướng quân, Thượng Trụ quốc, Khâm sai Chưởng dinh Thư Ngọc Hầu.
Sách Đại Nam nhất thống chí, phần "Nhân vật" tỉnh Định Tường chép: Nguyễn Văn Thư người huyện Kiến Phong, khẳng khái có khí tiết, bắt đầu chiêu mộ binh mã, theo Tôn Thất Hội đi đánh giặc, trải làm đến Hậu quân, Phó tướng, Khâm sai, Chưởng cơ, đi theo đánh Thị Nại, bị đại bác của giặc bắn chết, tặng Chưởng Dinh, liệt thờ ở miếu Trung Hưng Công Thần.
Tuy nhiên, mãi đến cuối đông năm Giáp Tuất (1814), một chiếc ghe bầu chở sứ giả của triều đình đến cù lao Giêng để báo hung tin và bàn bạc việc tổ chức lễ "du hồn" (đưa hồn về). Và ba hình nhân bằng sáp được làm từ kinh đô Huế, đều mặc võ phục thủy binh, có kích thước gần bằng người thật, tượng trưng thi hài của ông Thư và hai em, mới được mai táng tại quê nhà theo đúng quân cách.
Khu mộ của ba ông được gọi là Lăng Ba Quan Thượng Đẳng, hiện nằm trong một khu vườn của dòng Nguyễn Tộc, thuộc cù lao Giêng.

### Phủ thờ Nguyễn Tộc

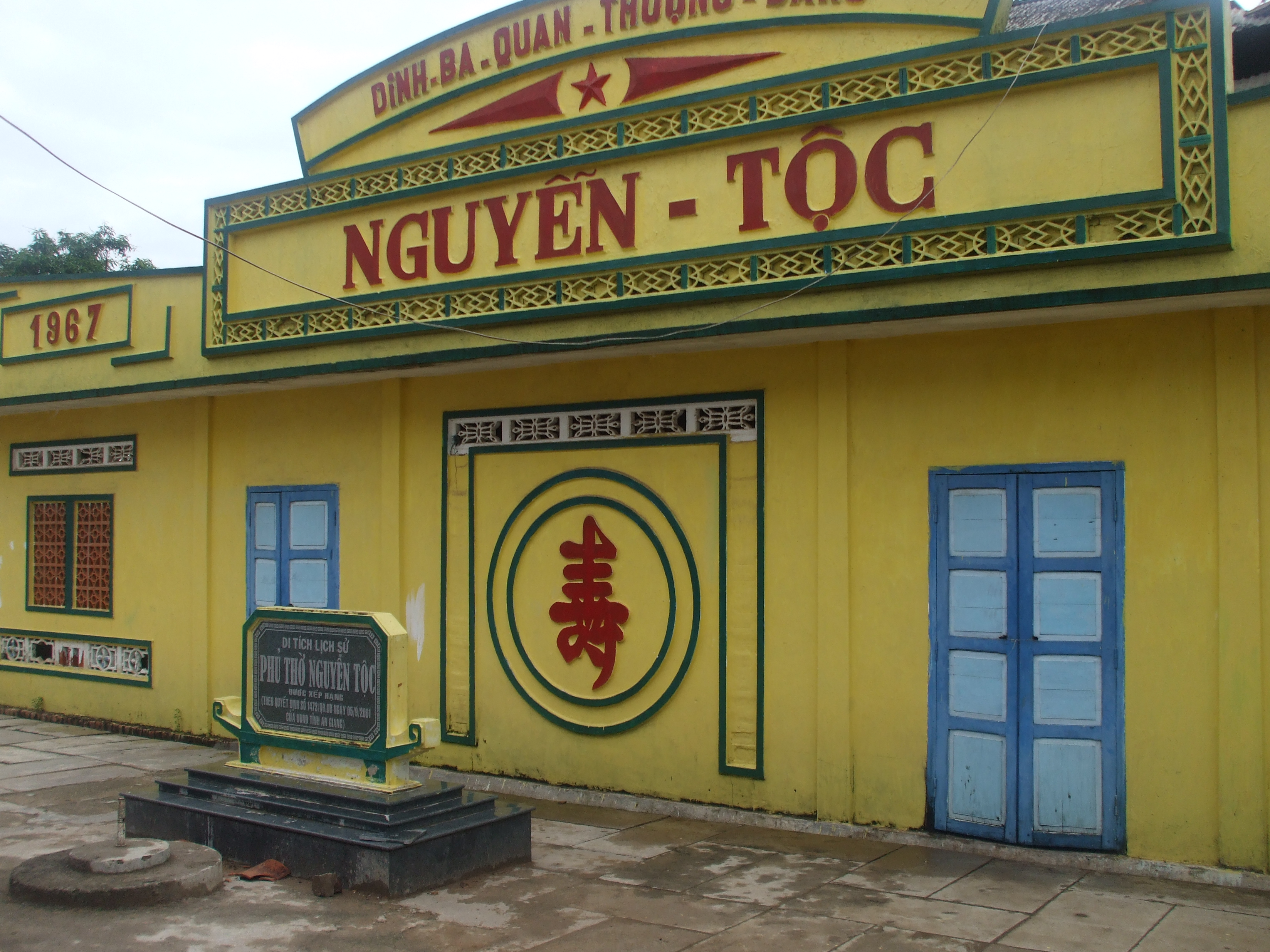
Phủ thờ Nguyễn tộc.